# Time.h

time.h是C标准函数库中获取时间与日期、对时间与日期数据操作及格式化的头文件。

## 表示时间的三种数据类型
- 日历时间（Calendar Time），是从一个标准时间点（epoch）到现在的时间经过的秒数，不包括插入闰秒对时间的调整。开始计时的标准时间点，各种编译器一般使用UTC 1970-01-01 00:00:00。日历时间用数据类型time_t表示。[1]:20time_t类型实际上一般是32位整数类型，因此表示的时间不能晚于UTC 2038-01-18 19:14:07。为此，某些编译器引入了64位甚至更长的整型来保存日历时间，如Visual C++支持__time64_t数据类型，通过_time64()函数获取日历时间，可支持到UTC 3001-01-01 00:00:00的时间。
- 处理器时间（Processor Time），也被称为CPU时间（CPU Time），用以度量进程使用的CPU资源。处理器时间以时钟滴答数（Clock Tick）计算，通常从进程启动开始计时，因此这是相对时间。时钟滴答数用系统基本数据类型clock_t来表示，每秒钟包含CLOCKS_PER_SEC（time.h中定义的常量，一般为1000）个时钟滴答，也可使用sysconf函数得到每秒的时钟滴答数。clock_t类型一般是32位整数类型。[1]:20
- 分解时间(broken-down time)，用结构数据类型tm表示，tm包含下列结构成员：

| 成员         | 描述                                     |
| ------------ | ---------------------------------------- |
| int tm_hour  | 小时 (0 – 23)                            |
| int tm_isdst | 夏令时启用 (> 0)、禁用 (= 0)、未知 (< 0) |
| int tm_mday  | 一月中的哪一天 (1 – 31)                  |
| int tm_min   | 分 (0 – 59)                              |
| int tm_mon   | 月 (0 – 11, 0 = 一月)                    |
| int tm_sec   | 秒 (0 – 60, 60 = 闰秒)                   |
| int tm_wday  | 一周中的哪一天 (0 – 6, 0 = 周日)         |
| int tm_yday  | 一年中的哪一天 (0 – 365)                 |
| int tm_year  | 1900 以来的年数                          |

## 从计算机系统时钟获得时间的方法
- time_t time(time_t* timer)

得到从标准计时点（一般是UTC 1970年1月1日午夜）到当前时间的秒数。
- clock_t clock(void)

得到从进程启动到此次函数调用的累计的时钟滴答数。
Windows API提供了更为精确的GetLocalTime()获取毫秒级的日历时间；QueryPerformanceCounter和QueryPerformanceFrequency两个函数获取高于1毫秒的精度。

## 三种时间日期数据类型的转换函数
- struct tm* gmtime(const time_t* timer)

从日历时间time_t到分解时间tm（世界协调时UTC）的转换。函数返回的是一个静态分配的tm结构存储空间，该存储空间被gmtime, localtime与ctime函数所共用. 这些函数的每一次调用会覆盖这块tm结构存储空间的内容。
- struct tm* gmtime_r(const time_t* timer, struct tm* result)

该函数是gmtime函数的线程安全版本.
- struct tm* localtime(const time_t* timer)

从日历时间time_t到分解时间tm的转换，即结果数据已经调整到本地时区与夏令时。
- time_t mktime(struct tm* ptm)

从基于本地时区(与夏令时)的分解时间tm到日历时间time_t的转换。忽略tm_wday与tm_yday的输入值。如果tm_isdst不确定则输入设为-1。其它各输入域的值可以任意设定，输出时被规范化到正确范围。例如，想要计算2012年的第200天的日期，设为1月200日，函数会输出正确的结果
- time_t timegm(struct tm* brokentime)

从分解时间tm（被视作UTC时间，不考虑本地时区设置）到日历时间time_t的转换。该函数较少被使用。

## 时间日期数据的格式化函数
- char *asctime(const struct tm* tmptr)

把分解时间tm输出到字符串，结果的格式为"Www Mmm dd hh:mm:ss yyyy"，即“周几 月份数 日数 小时数:分钟数:秒钟数 年份数”。函数返回的字符串为静态分配，长度不大于26，与ctime函数共用。函数的每次调用将覆盖该字符串内容。
- char* ctime(const time_t* timer)

把日历时间time_t timer输出到字符串，输出格式与asctime函数一样.
- size_t strftime(char* s, size_t n, const char* format, const struct tm* tptr)

把分解时间tm转换为自定义格式的字符串，类似于常见的字符串格式输出函数sprintf。例如：strftime(buf, 64, "%Y-%m-%d %H:%M:%S", localtime);
- char * strptime(const char* buf, const char* format, struct tm* tptr)

strftime的逆操作，把字符串按照自定义的格式转换为分解时间tm。

## 对时间数据的操作
- double difftime(time_t timer2, time_t timer1)

比较两个日历时间之差。

## 源代码示例
打印当前时间到标准输出流：
```
#
 
include
 
<stdio.h>

#
 
include
 
<time.h>

int
 
main
(
void
)

{

    
time_t
  
timer
 
=
 
time
(
NULL
);

    
printf
(
"ctime is %s
\n
"
,
 
ctime
(
&
timer
));

    
return
 
0
;

}

```

## 外部連結
- C++ reference for date/time functions inherited from C（页面存档备份，存于）